# Chubby Checker

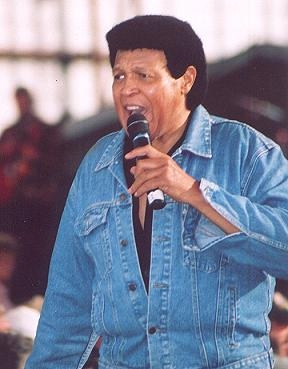
Chubby Checker (2005)

Chubby Checker (* 3. Oktober 1941 in Spring Gulley, South Carolina; bürgerlich Ernest Evans) ist ein US-amerikanischer Rock’n’Roll-Sänger. Weltbekannt wurde er Anfang der 1960er-Jahre durch seine Hits The Twist und Let’s Twist Again, die den Tanzstil Twist populär machten.

## Karriere
Chubby Checker wuchs in Philadelphia auf. Seine Eltern waren Raymond und Eartle Evans. Er gründete im Alter von elf Jahren seine erste Musikband; gelernt hatte er Geflügelfleischverkäufer. Entdeckt wurde er auf dem Wochenmarkt, als er Hühner verkaufte und nebenbei seine Lieder sang. 1959 unterschrieb er einen Plattenvertrag bei Cameo-Parkway und bekam den Künstlernamen Chubby Checker (chubby = mollig, rundlich). Gleich seine erste Single The Class war ein kleinerer Hit. Später coverte er die B-Seite einer Single von Hank Ballard & the Midnighters mit dem Titel The Twist. Der Song wurde ein großer Hit: 1960 stieg er bis auf Platz eins und hielt sich ein Vierteljahr in den Charts; der dazugehörige Tanz wurde ebenso populär. Im folgenden Jahr setzte Checker seine Erfolgsserie mit Pony Time (geschrieben von Don Covay und John Berry) und Let’s Twist Again fort. Slow Twistin’, Limbo Rock und Popeye the Hitchhiker machten ihn auch 1962 zu einem der erfolgreichsten Künstler.
Bis 1966 hatte er sich mit über 30 Titeln in den Charts platziert, dann ließ der Erfolg nach: Mit Beginn der Beatles-Ära war seine fröhliche Tanzmusik nicht mehr gefragt. Checker versuchte, sich der Zeit anzupassen und produzierte nun auch Platten mit folkigen und psychedelischen Klängen. Das Interesse der Konsumenten daran war sehr gering.

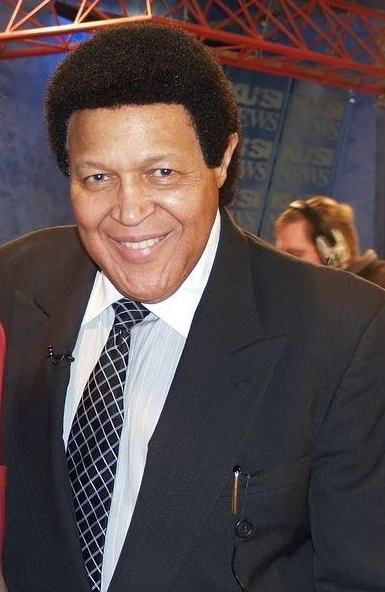
Chubby Checker (2008)

Nach Engagements in kleineren Nachtklubs und Oldieshows wurde er 1982 von der MCA wieder unter Vertrag genommen und brachte die mäßig erfolgreiche LP The Change Has Come heraus. Checker tourte in späteren Jahren vor allem durch Kneipen und Sporthallen der Vereinigten Staaten. Sein Hit The Twist erzielte in einer Neubearbeitung durch die Fat Boys 1988 nochmals internationalen Erfolg, davon konnte auch Checker zumindest teilweise profitieren. 2007 war er nach langer Zeit wieder in den Charts vertreten, als er mit Knock Down the Walls Platz eins der Dance-Verkaufscharts in den USA erreichte. Bis in die Gegenwart absolviert er, vor allem in den USA, öffentliche Auftritte als Sänger.
Ende der 1990er-Jahre kehrte Checker zu seinem ursprünglichen Beruf zurück und gründete eine eigene Firma, die Snackprodukte, Schokoriegel, Popcorn, Steaks und Hot Dogs verkauft.
Am 12. Februar 2013 verklagte Chubby Checker den US-Konzern Hewlett-Packard auf Schadenersatz in der Höhe von 500 Millionen US-Dollar. Grund für die Klage ist eine (inzwischen aus dem Verkehr gezogene) (Fun-)App der Plattform Palm OS mit dem gleichlautenden Namen Chubby Checker; sie erlaubt es, aufgrund der Schuhgröße auf die Penislänge eines Mannes zu schließen, wodurch sich Chubby Checker in seinen Namensrechten und seiner Ehre verletzt sah. Juli 2014 wurde eine außergerichtliche Einigung erzielt.

## Privates
Checker ist mit der Niederländerin Catharina Lodders verheiratet, die 1962 Miss World wurde. Das Paar hat drei Kinder und lebt in Philadelphia. Seine Tochter ist die Basketballspielerin Mistie Bass.

## Diskografie

### Alben
| Jahr | Titel                                 | Höchstplatzierung, Gesamtwochen, AuszeichnungChartplatzierungen (Jahr, Titel, Platzierungen, Wochen, Auszeichnungen, Anmerkungen) | Höchstplatzierung, Gesamtwochen, AuszeichnungChartplatzierungen (Jahr, Titel, Platzierungen, Wochen, Auszeichnungen, Anmerkungen) | Höchstplatzierung, Gesamtwochen, AuszeichnungChartplatzierungen (Jahr, Titel, Platzierungen, Wochen, Auszeichnungen, Anmerkungen) | Höchstplatzierung, Gesamtwochen, AuszeichnungChartplatzierungen (Jahr, Titel, Platzierungen, Wochen, Auszeichnungen, Anmerkungen) | Höchstplatzierung, Gesamtwochen, AuszeichnungChartplatzierungen (Jahr, Titel, Platzierungen, Wochen, Auszeichnungen, Anmerkungen) | Anmerkungen |
| Jahr | Titel                                 | DE | AT | CH | UK | US | Anmerkungen |
| ---- | ------------------------------------- | --- | --- | --- | --- | --- | --- |
| 1960 | Twist with Chubby Checker             | — | — | — | UK13 (4 Wo.)UK | US3 (86 Wo.)US | |
| 1961 | It’s Pony Time                        | — | — | — | — | US110 (16 Wo.)US | |
| 1961 | Let’s Twist Again                     | — | — | — | — | US11 (47 Wo.)US | |
| 1961 | For Twisters Only                     | — | — | — | UK17 (3 Wo.)UK | US8 (38 Wo.)US | |
| 1961 | Your Twist Party                      | — | — | — | — | US2 (67 Wo.)US | Best-of-Album |
| 1961 | Bobby Rydell / Chubby Checker         | — | — | — | — | US7 (30 Wo.)US | Duett-Album mit Bobby Rydell |
| 1962 | For Teen Twisters Only                | — | — | — | — | US17 (27 Wo.)US | |
| 1962 | Twistin’ Round the World              | — | — | — | — | US54 (11 Wo.)US | |
| 1962 | Don’t Knock the Twist                 | — | — | — | — | US29 (20 Wo.)US | Soundtrack-Album; mit den Dovells, Dee Dee Sharp und den Carroll Brothers                                                                                     |
| 1962 | All the Hits (For Your Dancin’ Party) | — | — | — | — | US23 (24 Wo.)US | |
| 1962 | Down to Earth                         | — | — | — | — | US117 (4 Wo.)US | mit Dee Dee Sharp |
| 1962 | Limbo Party                           | — | — | — | — | US11 (24 Wo.)US | |
| 1962 | Chubby Checker’s Biggest Hits         | — | — | — | — | US27 (23 Wo.)US | Best-of-Album |
| 1963 | Let’s Limbo Some More                 | — | — | — | — | US87 (17 Wo.)US | |
| 1963 | Beach Party                           | — | — | — | — | US90 (4 Wo.)US | |
| 1963 | In Person (Twist It Up)               | — | — | — | — | US104 (4 Wo.)US | Livealbum, aufgenommen im Under 21 Club in Somers Point in New Jersey Die Albumhülle trägt den Titel In Person, die LP selbst ist mit Twist It Up beschriftet |
| 1972 | Chubby Checker’s Greatest Hits        | — | — | — | — | US152 (10 Wo.)US | Best-of-Album |
| 1982 | The Change Has Come                   | — | — | — | — | US186 (2 Wo.)US | |

grau schraffiert: keine Chartdaten aus diesem Jahr verfügbar

### Singles
| Jahr | Titel Album                                                   | Höchstplatzierung, Gesamtwochen/‑monate, AuszeichnungChartplatzierungen (Jahr, Titel, Album, Platzierungen, Wochen/Monate, Auszeichnungen, Anmerkungen) | Höchstplatzierung, Gesamtwochen/‑monate, AuszeichnungChartplatzierungen (Jahr, Titel, Album, Platzierungen, Wochen/Monate, Auszeichnungen, Anmerkungen) | Höchstplatzierung, Gesamtwochen/‑monate, AuszeichnungChartplatzierungen (Jahr, Titel, Album, Platzierungen, Wochen/Monate, Auszeichnungen, Anmerkungen) | Höchstplatzierung, Gesamtwochen/‑monate, AuszeichnungChartplatzierungen (Jahr, Titel, Album, Platzierungen, Wochen/Monate, Auszeichnungen, Anmerkungen) | Höchstplatzierung, Gesamtwochen/‑monate, AuszeichnungChartplatzierungen (Jahr, Titel, Album, Platzierungen, Wochen/Monate, Auszeichnungen, Anmerkungen) | Anmerkungen |
| Jahr | Titel Album                                                   | DE | AT | CH | UK | US | Anmerkungen |
| ---- | ------------------------------------------------------------- | --- | --- | --- | --- | --- | --- |
| 1959 | The Class –                                                   | — | — | — | — | US38 (7 Wo.)US | Novelty Song: Checker imitiert Fats Domino, The Coasters, Elvis Presley, Cozy Cole und die Chipmunks Autor: Kal Mann |
| 1960 | The Twist Twist with Chubby Checker                           | — | — | — | UK14 (12 Wo.)UK | US1 (39 Wo.)US | Original/Autor: Hank Ballard Platz 451 der Rolling-Stone-500; Rock and Roll Hall of Fame, Grammy Hall of Fame einziges Lied der US-Hot-100-Geschichte, das in zwei Chartläufen auf Platz 1 kam (September 1960 und Januar 1962) |
| 1960 | Whole Lotta Shakin’ Goin’ On For Twisters Only                | — | — | — | — | US42 (8 Wo.)US | 1957 ein Hit für Jerry Lee Lewis Autoren: Dave Williams, Sonny David |
| 1960 | The Hucklebuck Twist with Chubby Checker                      | — | — | — | — | US14 (13 Wo.)US | 1949 ein Hit für Tommy Dorsey und für Frank Sinatra Autoren: Roy Alfred, Andy Gibson |
| 1961 | Pony Time It’s Pony Time                                      | — | — | — | UK27 (6 Wo.)UK | US1 (16 Wo.)US | Autoren: Don Covay, John Bobby Berry |
| 1961 | Good, Good Lovin’ –                                           | — | — | — | — | US43 (6 Wo.)US | Autoren: James Brown und Albert Shubert |
| 1961 | (Dance The) Mess Around –                                     | — | — | — | — | US24 (7 Wo.)US | Autoren: Dave Appell, Kal Mann |
| 1961 | Let’s Twist Again                                             | DE12 (54 Wo.)DE | AT11 (3 Mt.)AT | — | UK2 Silber · (34 Wo.)UK | US8 (23 Wo.)US | Autoren: Dave Appell, Kal Mann Grammy |
| 1961 | The Fly For Teen Twisters Only                                | — | — | — | — | US7 (13 Wo.)US | Autoren: David White, John Madara |
| 1961 | Jingle Bell Rock Bobby Rydell / Chubby Checker                | — | — | — | UK40 (3 Wo.)UK | US21 (7 Wo.)US | mit Bobby Rydell Autoren: Jim Boothe, Joe Beal |
| 1961 | Twistin’ U.S.A. Twist with Chubby Checker                     | — | — | — | — | US68 (3 Wo.)US | Autor: Kal Mann |
| 1962 | Slow Twistin’ For Teen Twisters Only                          | DE45 (1 Mt.)DE | — | — | UK23 (8 Wo.)UK | US3 (14 Wo.)US | mit Dee Dee Sharp Autor: Kal Mann |
| 1962 | La Paloma Twist Don’t Knock the Twist                         | — | — | — | — | US72 (2 Wo.)US | Adaption des um 1863 entstandenen spanischen Lieds La Paloma von Kal Mann |
| 1962 | Teach Me to Twist Bobby Rydell / Chubby Checker               | — | — | — | UK45 (1 Wo.)UK | — | mit Bobby Rydell Autoren: Dave Appell, Kal Mann |
| 1962 | Dancin’ Party All the Hits (For Your Dancin’ Party)           | DE35 (2 Mt.)DE | — | — | UK19 (13 Wo.)UK | US12 (10 Wo.)US | Autoren: Dave Appell, Kal Mann |
| 1962 | Limbo Rock All the Hits (For Your Dancin’ Party)              | DE15 (5 Mt.)DE | — | — | UK32 (10 Wo.)UK | US2 (23 Wo.)US | Autoren: Billy Strange, Kal Mann |
| 1962 | Popeye (The Hitchhiker) All the Hits (For Your Dancin’ Party) | — | — | — | — | US10 (13 Wo.)US | Autoren: Dave Appell, Kal Mann |
| 1963 | Let’s Limbo Some More                                         | DE26 (3 Mt.)DE | — | — | — | US20 (10 Wo.)US | Autoren: Dave Appell, Kal Mann |
| 1963 | Twenty Miles Let’s Limbo Some More                            | — | — | — | — | US15 (12 Wo.)US | Autoren: Bernie Lowe, Kal Mann |
| 1963 | Birdland Beach Party                                          | — | — | — | — | US12 (9 Wo.)US | Original: Huey „Piano“ Smith (1958) Autoren: Huey Smith, Kal Mann |
| 1963 | Black Cloud –                                                 | — | — | — | — | US98 (1 Wo.)US | Autor: Bill Brock |
| 1963 | Mary Ann Limbo Limbo Party                                    | DE41 (2 Mt.)DE | — | — | — | — | Autoren: Dave Leon, Kal Mann |
| 1963 | Surf Party Beach Party                                        | — | — | — | — | US55 (6 Wo.)US | Autoren: Dave Appell, Kal Mann |
| 1963 | Twist It Up Beach Party                                       | DE44 (1 Mt.)DE | — | — | — | US25 (8 Wo.)US | Autoren: Dave Appell, Kal Mann |
| 1963 | The Slop Twist with Chubby Checker                            | DE53 (1 Mt.)DE | — | — | — | — | Autoren: Fred Sledge Smith, Clifford Goldsmith |
| 1963 | Loddy-Lo Chubby Checker’s Greatest Hits                       | DE22 (3 Mt.)DE | — | — | — | US12 (13 Wo.)US | Adaption des Folksongs Hey Li-Lee, Hey Li-Lee Lo von Dave Appell und Kal Mann |
| 1963 | What Do Ya Say! –                                             | — | — | — | UK37 (4 Wo.)UK | — | Autor: Les Vandyke |
| 1963 | Troola-Troola-Troola-La (Good Old Schwäb’sche Eisenbahn) –    | DE16 (2 Mt.)DE | — | — | — | — | Adaption des deutschen Volkslieds Auf de schwäbsche Eisebahne von Friedel Berlipp und Peter Ström, aufgenommen mit Berlipp’s Band                                                                                               |
| 1963 | Hooka Tooka Chubby Checker’s Greatest Hits                    | — | — | — | — | US17 (14 Wo.)US | Autoren: Elliot Mazer, Ernest Evans |
| 1964 | Hey, Booba Needle Chubby Checker’s Greatest Hits              | DE17 (3 Mt.)DE | — | — | — | US23 (9 Wo.)US | Autoren: Dave Appell, Kal Mann |
| 1964 | Lazy Elsie Molly Chubby Checker’s Greatest Hits               | DE36 (2 Mt.)DE | — | — | — | US40 (7 Wo.)US | Autoren: Tommy Boyce und Bobby Hart |
| 1964 | She Wants T’Swim –                                            | — | — | — | — | US50 (7 Wo.)US | Autoren: Dave Appell, Kal Mann |
| 1965 | Lovely, Lovely (Loverly, Loverly) –                           | — | — | — | — | US70 (4 Wo.)US | Autoren: Elliot Mazer, Ernest Evans |
| 1965 | Let’s Do the Freddie                                          | — | — | — | — | US40 (9 Wo.)US | Autoren: Robyn Supraner, Sherman Rothman |
| 1966 | Hey You! Little Boo-Ga-Loo –                                  | — | — | — | — | US76 (5 Wo.)US | Autoren: David White, John Madara, Len Barry, Leon Huff |
| 1969 | Back in the U.S.S.R. –                                        | — | — | — | — | US82 (5 Wo.)US | Original: The Beatles |
| 1975 | Let’s Twist Again / The Twist –                               | — | — | — | UK5 (10 Wo.)UK | — | Wiederveröffentlichung der beiden größten Hits von Checker auf einer Single |
| 1982 | Running The Change Has Come                                   | — | — | — | — | US91 (5 Wo.)US | Autor: Joe Russo |
| 1988 | The Twist (Yo, Twist) –                                       | DE1 Gold · (19 Wo.)DE | AT5 (14 Wo.)AT | CH1 (13 Wo.)CH | UK2 (11 Wo.)UK | US16 (15 Wo.)US | The Fat Boys & Chubby Checkers Rapversion von The Twist |

grau schraffiert: keine Chartdaten aus diesem Jahr verfügbar
Weitere Singles
- 1959: The Jet / Ray Charles-ton (Parkway 805)
- 1959: Whole Lotta Laughin’ / Sampson & Delilah (Parkway 808)
- 1960: Dancing Dinosaur / Those Private Eyes (Parkway 810)
- 1965: Everything’s Wrong / Cu Ma La Be-Stay (Parkway 959)
- 1965: You Just Don’t Know / Two Hearts (Parkway 965)
- 1966: Looking at Tomorrow / You Got the Power (Parkway 105)
- 1967: Karate Monkey / Her Heart (Parkway 112)
- 1973: Reggae My Way / Gypsy (20th Century 2040)
- 1974: She’s a Bad Woman / Happiness (20th Century 2075)
- 1976: The Rub / Move It (Amherst 716)
- 1982: Harder Than Diamond / Your Love (MCA 52043)
- 1986: Read You Like a Book (Sea Bright 5128)
- 2007: Knock Down the Walls